# 香港電台廣播

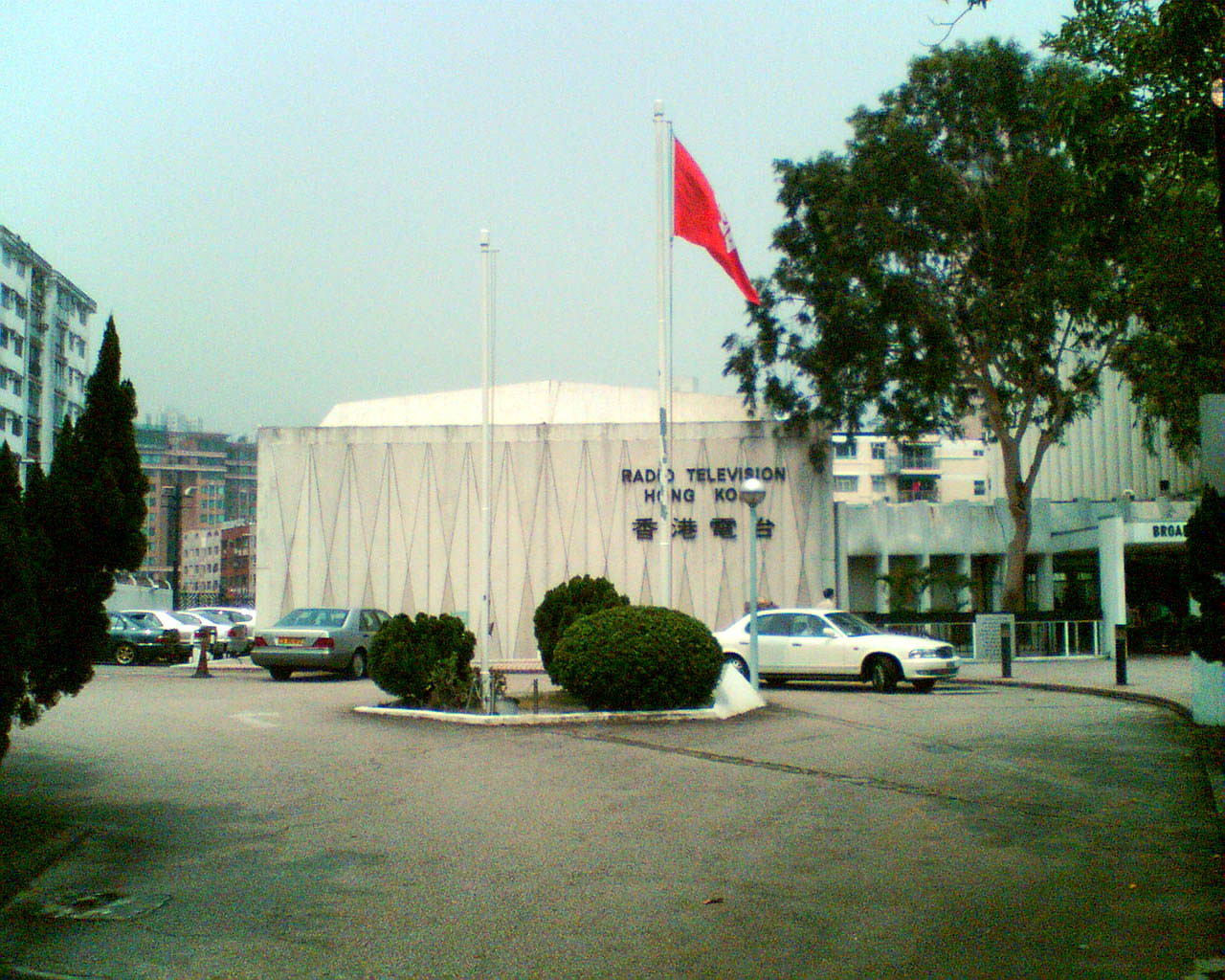
香港第一家電台——香港電台

香港的電台廣播事業於1928年開始，香港電台的前身——「GOW」是香港第一家電台。其後，商業電台在1959年啟播，新城電台也在1991年啟播。現在，香港共有一家公營電台（香港電台）和兩家商營電台（商業電台和新城電台），另外還有十幾家網絡電台和兩家地下電台（民間電台和Fm101）。

## 簡史

### 早年廣播史
香港首次試驗廣播在1921年進行。1928年之前，香港的無線電廣播主要由無線電愛好者成立的香港無線電學會負責推廣；起初政府沒有完備的廣播政策，對學會的態度亦不積極。1924年年底，政府提出開辦電台，播放涉及公眾利益的訊息和音樂節目，並於1928年6月20日晚上9時以「GOW」為呼號，開始試播音樂節目，開啟香港廣播的歷史，後世則以6月30日為香港電台台慶。翌年，「GOW」電台易名「ZBW」。1934年，香港電台設立一個呼號為「ZEK」的中文台。1948年，兩台改稱「香港廣播電台」，並把它們原來的呼號取消。其後，麗的呼聲和商業電台亦相繼啟播，但麗的呼聲已在1973年結束有線電台廣播服務。其後，新城電台亦於1991年正式啟播，中斷了商台在香港本地接近31年的非公營電台廣播壟斷局面。到了2000年代，網絡電台和地下電台也陸續在香港出現。
香港的大氣電波由政府當局管理，法律規定不能在沒有聲音廣播牌照的情況下經營廣播電台（如民間電台）。香港的大氣電波長期由政府及大商家壟斷，直至2008年，當局才允許時任香港立法會議員鄭經翰經營的雄濤廣播以AM電台形式播放節目。

### 數碼聲音廣播
香港數碼聲音廣播是指香港各電台頻道數碼化的計劃，預計會在2010年代初分階段進行。香港的數碼聲音廣播測試自1998年已開始進行，測試採用歐洲的尤里卡147制式，廣播以中波進行，頻率則是波段III（Band-III）內的218.64 MHz。
數碼聲音廣播的優點是單一頻道即可覆蓋全港、避免受干擾、音質更清晰、提供文字資訊服務，以及能夠提供更多電台頻道以供選擇。
2010年，行政長官會同行政會議原則上批准新城電台、鳳凰優悅及雄濤廣播申請有效期為12年的聲音廣播牌照，並於翌年3月正式批准上述申請（當時雄濤廣播已經易名為香港數碼廣播）。同年6月，各數碼電台選定其頻道使用的組別編號，香港數碼廣播的編號為「0」、新城廣播的編號為「1」、鳳凰優悅的編號為「2」、香港電台的編號為「3」。
香港數碼廣播率先於2011年8月推出兩條頻道——數碼大歌台和數碼大戲台，但該電台在2012年中至2013年初曾因股權爭拗、經營問題而停播。而以普通話播音的鳳凰優悅也在2012年1月啟播。至於新城電台的數碼財經台和數碼音樂台，則於2012年啟播。
自2016年起，三家推出數碼聲音廣播服務的公司都以聽眾人數少、經營困難為由，向港府交還聲音廣播牌照，並已獲准。特首會同行政會議已於2017年3月28日決定在6個月內停止香港的數碼聲音廣播服務，原因是互聯網、手機應用程式的普及令數碼聲音廣播服務的成效存疑，三家數碼廣播電台的退出也顯示出廣播界對數碼聲音廣播服務的興趣已經減卻，而且政府還預期剩下由港台營辦的數碼聲音廣播服務也不會有能力獨立經營，以及增加聽眾的人數。香港的數碼聲音廣播服務在當年9月3日結束。

## 電台頻道
香港的電台頻道會利用超短波發射站傳送調幅／調頻模擬廣播訊號，再經七個轉播站把訊號傳送到收音機。
在2017年9月，香港共有一家公營廣播電台（此電台無須領取牌照）和兩家持牌商營廣播電台，播放13條電台頻道。以下資料是參考香港廣播電台列表和前廣播事務管理局所編撰的《香港的持牌廣播服務一覽表》編寫。
| 經營者                            | 啟播日期      | 播放頻道 |
| --------------------------------- | ------------- | --- |
| 公營電台                          |               | |
| 香港電台                          | 1928年6月20日 | 香港電台第一台 香港電台第二台 香港電台第三台 香港電台第四台（每日23:00-翌日7:00與香港電台第三台聯播） 香港電台第五台 香港電台香港之聲台（全日轉播中央人民廣播電台香港之聲） 香港電台普通話台 香港電台大灣區之聲台（全日轉播中央廣播電視總台大灣區之聲） |
| 商營電台                          |               | |
| 香港商業廣播有限公司 香港商業電台 | 1959年8月26日 | 雷霆881商業一台 叱咤903商業二台 豁達864 |
| 新城廣播有限公司 新城電台         | 1991年8月12日 | 新城知訊台 新城財經台 新城采訊台 |

## 監管
自2012年4月1日起，香港電台廣播業務的監管和投訴處理的事宜由香港法定機構通訊事務管理局負責。此前負責上述事務的機構是廣播事務管理局，現已併入通訊事務管理局。